# فنون قتال يابانية حديثة
فنون قتال يابانية حديثة (باليابانية: 現代武道 غينداي بودو) هي فنون قتالية يابانية أسست بعد استعراش مييجي (1866 - 1869)، وهي تعتبر عكس فنون القتال القديمة التي تأسست قبل ذلك.
تتضمن فنون القتال الحديثة رياضات أيكيدو، جودو، جوكيندو، اييائيدو، كاراتيه دو، كندو، كيودو وشورينجي كيمبو. بالإضافة إلى ذلك تصنف رياضة السومو على أنها من فنون القتال الحديثة بسبب الشهرة مؤخراً عن طريق وسائل الإعلام إلا أنها في الواقع من الفنون القتالية القديمة.